# Tranvia di Bilbao
La tranvia di Bilbao (in basco Bilboko tranbia, in spagnolo tranvía de Bilbao; definita commercialmente Euskotren Tranbia) è una linea tranviaria a scartamento ridotto che serve la città di Bilbao. Nell’insieme del trasporto pubblico cittadino, provvisto anche di una rete metropolitana, la tranvia è indicata come Linea 5.

## Storia
Il progetto di realizzazione di una metrotranvia nel centro della città risale alla metà degli anni 90, con la funzione di supporto alle linee metropolitane e ferroviarie già esistenti: si sarebbe trattato di una linea di carattere interamente urbano, lungo un tracciato semicircolare non servito dalla rete metropolitana. I lavori ebbero inizio il 27 maggio 1999, e furono completati il 18 dicembre 2002 nella tratta compresa fra Atxuri e Uribitarte: entro altri due anni fu realizzata gran parte della linea attuale, con il prolungamento a Guggenheim (30 aprile 2003), San Mamés (24 luglio 2003) e Basurto (2004). Il capolinea di La Casilla fu realizzato il 25 aprile 2012 dopo due anni di lavori e insieme a esso la fermata intermedia di Basurto: lo stesso giorno il vecchio capolinea, anch’esso chiamato Basurto, fu rinominato Ospitalea-Hospital.

## Caratteristiche

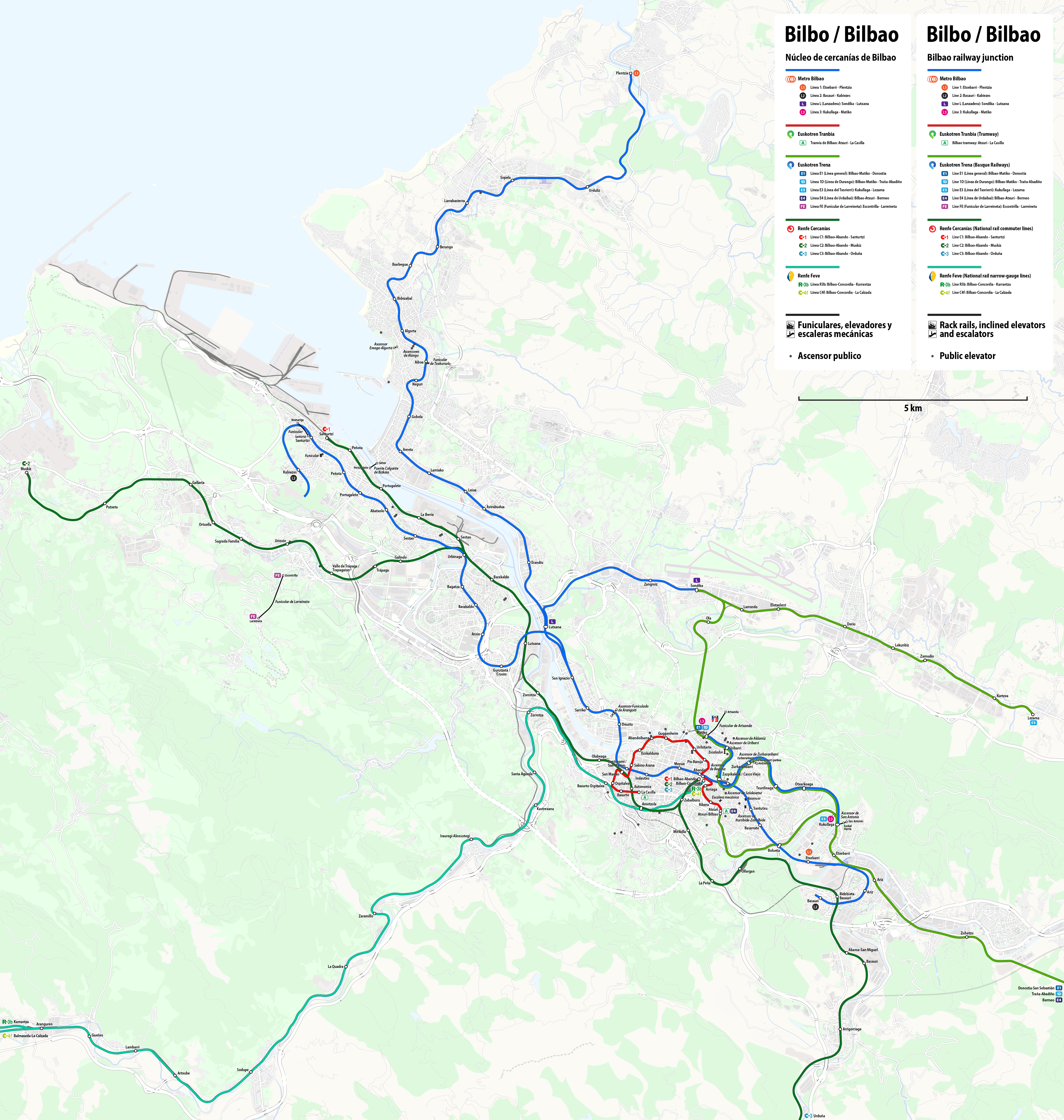

La linea è lunga 5,57 km e conta 14 fermate. I binari sono a scartamento metrico. Il percorso è a binario unico per oltre un terzo del totale, nella tratta compresa fra Atxuri e Pio Baroja.
La quasi totalità della linea corre in sede riservata: i soli attraversamenti possono essere considerati promiscui. I binari nella tratta compresa fra Sabino Arana e Pio Baroja sono posati lungo un percorso erboso, mentre il resto della linea, pur in sede riservata, occupa una parte del manto stradale.

## Prolungamenti

### Anello tranviario
Il particolare percorso della tranvia, semicircolare e situato lungo una circonvallazione, ha portato allo studio il progetto di prolungare la linea oltre La Casilla per allacciarsi come diramazione presso la fermata Abando: in questo modo si verrebbe a creare una linea circolare provvista di una diramazione, un’ipotesi favorita dal prolungamento della tranvia verso Bolueta con il previsto aumento del flusso di passeggeri. Il completamento dell’anello tranviario, inizialmente non previsto nella costruzione della linea, è in corso di progettazione.

### Ferrovia Atxuri - Bolueta
Il capolinea di Atxuri, tale dal 2002, sarà spostato lungo una linea ferroviaria nella sezione compresa fra Atxuri e la stazione metropolitana di Bolueta. La conversione della ferrovia in tranvia è in fase di completamento, e il 30 luglio 2021 ne è stata annunciata l’inaugurazione per il marzo 2022. Mentre la stazione e futuro capolinea di Bolueta è già esistente e quella di Atxuri sarà spostata lungo il nuovo tracciato, la fermata intermedia di Abusu è un’aggiunta di cui la preesistente ferrovia non era dotata: servirà l’omonimo quartiere, pur trovandosi rispetto ad esso al di là del fiume Nervión.